# Margų kaimo apylinkės
Margų kaimo apylinkės este o arie protejată (sit de importanță comunitară — SCI) din Lituania întinsă pe o suprafață de 11 ha, integral pe uscat.

## Localizare
Centrul sitului Margų kaimo apylinkės este situat la coordonatele 54°08′50″N 23°55′37″E / 54.1472°N 23.9269°E.

## Înființare
Situl Margų kaimo apylinkės a fost declarat sit de importanță comunitară în iulie 2008 pentru a proteja 1 specie de animale.

## Biodiversitate
Situată în ecoregiunea boreală, aria protejată nu include niciun habitat protejat.
La baza desemnării sitului se află o specie protejată de  reptile: țestoasa de baltă (Emys orbicularis).